# الانا مایرز
الانا مایرز (انگلیسی: Elana Meyers؛ زادهٔ ۱۰ اکتبر ۱۹۸۴) ورزشکار بابسلد اهل ایالات متحده آمریکا است.
وی در مسابقات کشوری و بین‌المللی در مجموع برندهٔ ۴ مدال طلا، ۴ مدال نقره، ۳ مدال برنز شده‌است.